# Gabriel Schütz
Gabriel Schütz (Lübeck, 1 de febrer, 1633 - Nuremberg, 9 d'agost, 1710), fou un compositor, violinista i cornetista alemany.
Va estudiar a Lübeck durant sis anys amb Nicolaus Bleyer, que li va transmetre la tècnica de violí anglès que havia après de William Brade a Gottorf i de Thomas Simpson a Bückeburg. Després de passar un any a Hamburg, on va obtenir la distinció com a instrumentista i professor. Va marxar cap a Itàlia el 1655. Va tornar a Nuremberg el 1658 i, on resta testificat el 1666 com a músic permanent de la ciutat. Va compondre diverses peces per a gamba i entre els seus alumnes tingué a Johann Philipp Krieger.

## Família
Pertanyen a una família de músics alemanya. Gabriel Schütz i els seus quatre fills que van estar actius principalment com a músics de la ciutat de Nuremberg a finals del segle xvii i principis del xviii. Dels fills, el segon, Jacob Balthasar, i el quart, Georg Gabriel; els altres eren Johann Jacob (a Nuremberg, el 24 de desembre de 1659; probablement va morir jove) i Valentin (a Nuremberg, el 6 de març de 1665; a Nuremberg, el 13 de març de 1716).